# 中野敏光
中野 敏光（なかの としみつ、1956年〈昭和31年〉7月11日 - ）は、日本の実業家。WDBホールディングス株式会社の創業者であり、代表取締役社長。WDBグループの最高経営責任者。他に子会社等の取締役を兼務。

## 人物
兵庫県揖保郡新宮町鍛冶屋（現たつの市）出身の実業家。1956年に3人兄弟の次男として生まれる。兄弟の中でも一番やんちゃだったらしく、子供の頃から自分の欲しい物を何としてでも手に入れようとする逞しさがあった。
1973年兵庫県立龍野実業高等学校（定時制）を中退。2011年関西学院大学大学院 経営戦略研究科を修了、経営管理修士（MBA）取得。
日本生命保険相互会社、アリコジャパンを経て、1985年に兵庫県姫路市で初の人材派遣会社、株式会社ワークデーターバンク（現WDBホールディングス株式会社）を創業。自身のビジネスとして事務処理代行サービスを選んだ理由は、参入障壁の低さだけでなく「姫路で初」という点にもあった。また、株式会社ワークデーターバンクの社名は、「働く人・仕事がたくさん集まるところ」を表す意味で名づけられた。創業翌年の1986年から事務職の人材派遣事業を開始したが、1999年頃から研究職への人材派遣事業へ注力し右肩上がりに成長。2006年ジャスダック上場、2008年東証二部上場、2013年東証一部上場、2022年東証プライム市場へ移行。M&Aや子会社設立を積極的に進め業容を拡大。最高経営責任者を務め現在に至る。「埋もれた価値を発掘し、新たな価値を創造していく会社でありたい」を軸にWDBグループを率いる。

## 趣味
- 山歩き
- 読書
- ゴルフ